# Цезаров грађански рат
Цезаров грађански рат означава сукоб између Гаја Јулија Цезара и Гнеја Помпеја, који је трајао од 49. до 46. године п. н. е.
Након Красове погибије у бици код Каре и распада Првог тријумвирата Цезар је јануара 49. п. н. е., супротно одлуци сената, са једном легијом прешао реку Рубикон, која је галске провинције делила од Италије. Самим тим почео је грађански рат, јер је појава проконзула с војском у Италији била незаконита. Главне Помпејеве снаге налазиле су се, међутим, у Хиспанији, па је он заједно са великим делом сенатора побегао у Грчку, након чега се цела Италија нашла у Цезаровим рукама. После кратког боравка у Риму Цезар је кренуо у Хиспанију, где је потукао Помпејеве трупе и принудио их на предају. По повратку из Хиспаније Цезар је проглашен за диктатора, али је на тој дужности провео свега 11 дана. Он је дефинитивно вратио права свима онима које је Сула био проскрибовао, спровео је изборе за конзуле и вратио диктаторска овлашћења. Крајем 49. п. н. е. кренуо је у Грчку и искрцао се у Епиру. У бици код Фарсала (48. п. н. е.) Помпеј је био потучен до ногу, али је још увек имао војску и флоту у Африци. Помпеј се тако искрцао на обали Египта, рачунајући на подршку египатског краља, али се његова нада изјаловила: плашећи се компликација, египатски краљ је издајнички удесио да Помпеја убију.
Грађански рат се, међутим, тиме није завршио. Цезар је, идући за својим противником, дошао у Египат, где се у то време водила династичка борба за власт између Клеопатре и њеног млађег брата Птолемеја XIII. Стигавши у Египат Цезар је стао на Клеопатрину страну надајући се, по свој прилици, да ће га краљица наградити не само својом љубављу него и новцем неопходним за рат. Војска и народ у Александрији определили су се за краља и отпочели опсаду двора у коме је био Цезар. Међутим, Цезару је стигло појачање и он је у бици код Нила (47. п. н. е.) однео победу: Птолемеј Дионис је погинуо и власт је припала Клеопатри. У међувремену су се остаци Помпејеве војске и флоте окупили у Африци, где су примили нове регруте и одреде афричких савезника. Цезар је искрцао своју војску у Африци и код Тапса се сукобио са помпејевцима, којима је тада задао пресудан пораз (46. п. н. е.). Помпејеви синови Гнеј и Секст Помпеј покушали су да образују нову војску у Хиспанији, али је Цезар код Мунде уништио и последње њихове снаге.